# Universiteitsbibliotheek

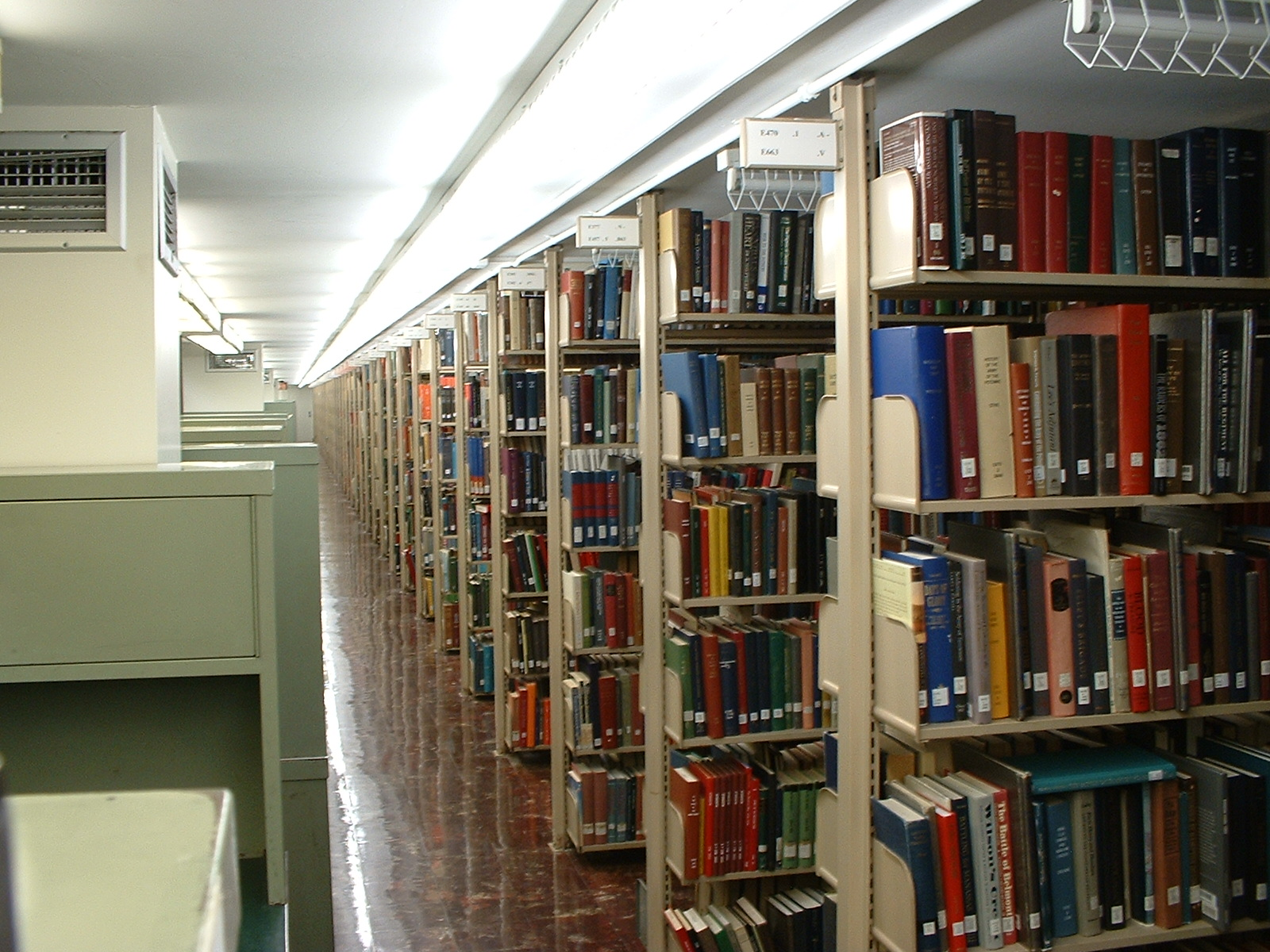
Boekenrekken in een universiteitsbibliotheek

Een universiteitsbibliotheek (UB) is een bibliotheek die verbonden is aan een universiteit. De producten en diensten van een UB staan ter beschikking van de staf en de studenten van de universiteit. Zij ondersteunen daarmee onderwijs en onderzoek. Vaak fungeert een UB als een koepelorganisatie voor de aan de universiteit verbonden faculteitsbibliotheken. In tegenstelling tot een openbare bibliotheek heeft een UB een bewaarfunctie: wat eenmaal is aangeschaft verlaat in beginsel de collectie niet weer.
De geschiedenis van universiteitsbibliotheken is nauw verbonden aan het ontstaan van universiteiten. Zij ontstonden in de Middeleeuwen en de basis voor hun collecties is dan ook veelal gelegd in die periode. Over de gehele wereld worden universiteitsbibliotheken aangetroffen. Hun activiteit valt uiteen in de volgende onderdelen:
- aanschaf en terbeschikkingstelling van gedrukte werken
- aanschaf en terbeschikkingstelling van digitale informatie
- conserveren van materialen
- uitlenen van materialen

## Universiteitsbibliotheken in Nederland

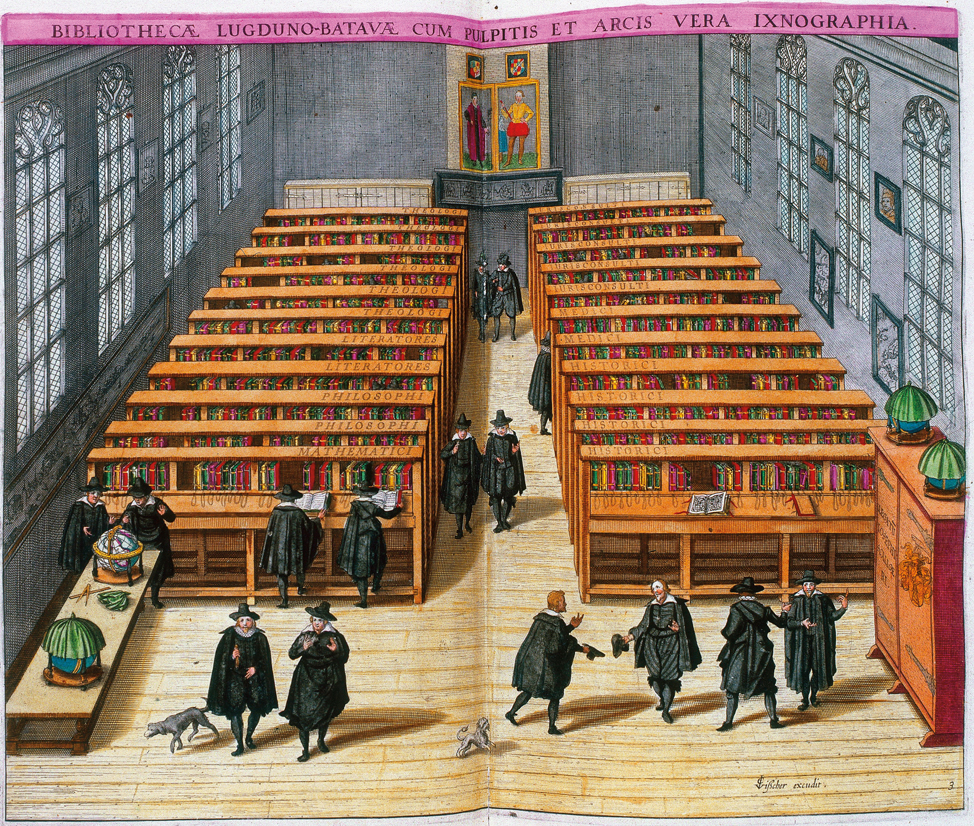
Universiteitsbibliotheek Leiden in 1610. Tekening door Woudanus in Stedeboeck der Nederlanden, Amsterdam: Willem Blaeu, 1649.

De universiteitsbibliotheken van Nederland zijn (in volgorde van stichtingsdatum):
- Universiteitsbibliotheek Leiden (1575)
- Universiteitsbibliotheek Groningen (1615)
- Universiteitsbibliotheek Utrecht (1636)
- Universiteitsbibliotheek van Amsterdam (1877, voortzetting van de bibliotheek van het Athenaeum Illustre)
- Bibliotheek van de Vrije Universiteit (1880)
- Bibliotheek TU Delft (1905)
- Universiteitsbibliotheek Erasmus Universiteit Rotterdam (1913)
- Bibliotheek Wageningen UR (1918)
- Universiteitsbibliotheek Nijmegen (1923)
- Bibliotheek Universiteit van Tilburg (1927)
- Bibliotheek TU Eindhoven (1956)
- Universiteitsbibliotheek Twente (1961)
- Universiteitsbibliotheek Maastricht (1976)

De Nederlandse Universiteitsbibliotheken zijn met de Koninklijke Bibliotheek verenigd in de UKB. De Nederlandse universitaire bibliotheken en de Koninklijke Bibliotheek hadden in 2011 gezamenlijk circa 25 miljoen boeken (exemplaren). In dat jaar schaften ze per bibliotheek gemiddeld ongeveer 10.500 boeken aan.

## Universiteitsbibliotheken in België

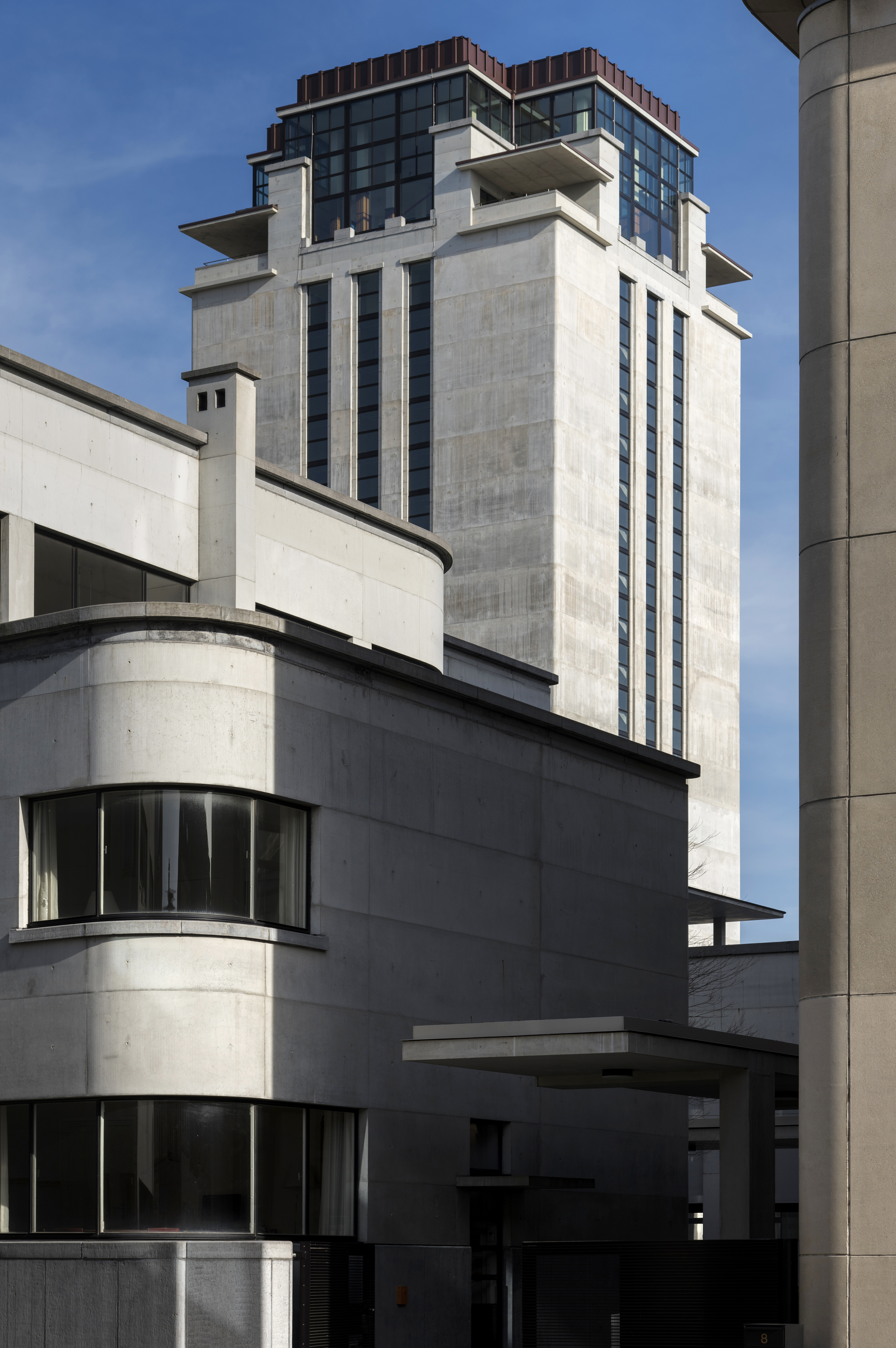
De Gentse boekentoren huisvest de Universiteitsbibliotheek van de UGent

- Universiteitsbibliotheek KU Leuven (1438/40)
- Universiteitsbibliotheek Gent (1817): Boekentoren (1942)
- Universiteitsbibliotheek Antwerpen (1965/1971)
- Universiteitsbibliotheek Hasselt
- Universiteitsbibliotheek Vrije Universiteit Brussel
- Universiteitsbibliotheek Katholieke Universiteit Brussel
- Bibliothèques de l'Université Libre de Bruxelles
- Bibliothèque universitaire Moretus Plantin (Universiteit Namen)